# Naque
Naque este un oraș în Minas Gerais (MG), Brazilia.